# Агва де Луна (Сан Хосе Тенанго)
Агва де Луна (шп. Agua de Luna) насеље је у Мексику у савезној држави Оахака у општини Сан Хосе Тенанго. Насеље се налази на надморској висини од 747 м.

## Становништво
Према подацима из 2010. године у насељу је живело 14 становника.

### Хронологија
| Година       | 2000          | 2005        | 2010 |
| ------------ | ------------- | ----------- | ---- |
| Становништво | 138 (57 / 81) | 26 (9 / 17) | 14   |

### Попис
| # | Индикатор                     | Вредност |
| - | ----------------------------- | -------- |
| 1 | Укупно домаћинстава           | 3        |
| 2 | Укупно насељених домаћинстава | 2        |
| 3 | Величина локације             | 1        |